# Список пенитенциарных учреждений Орегона

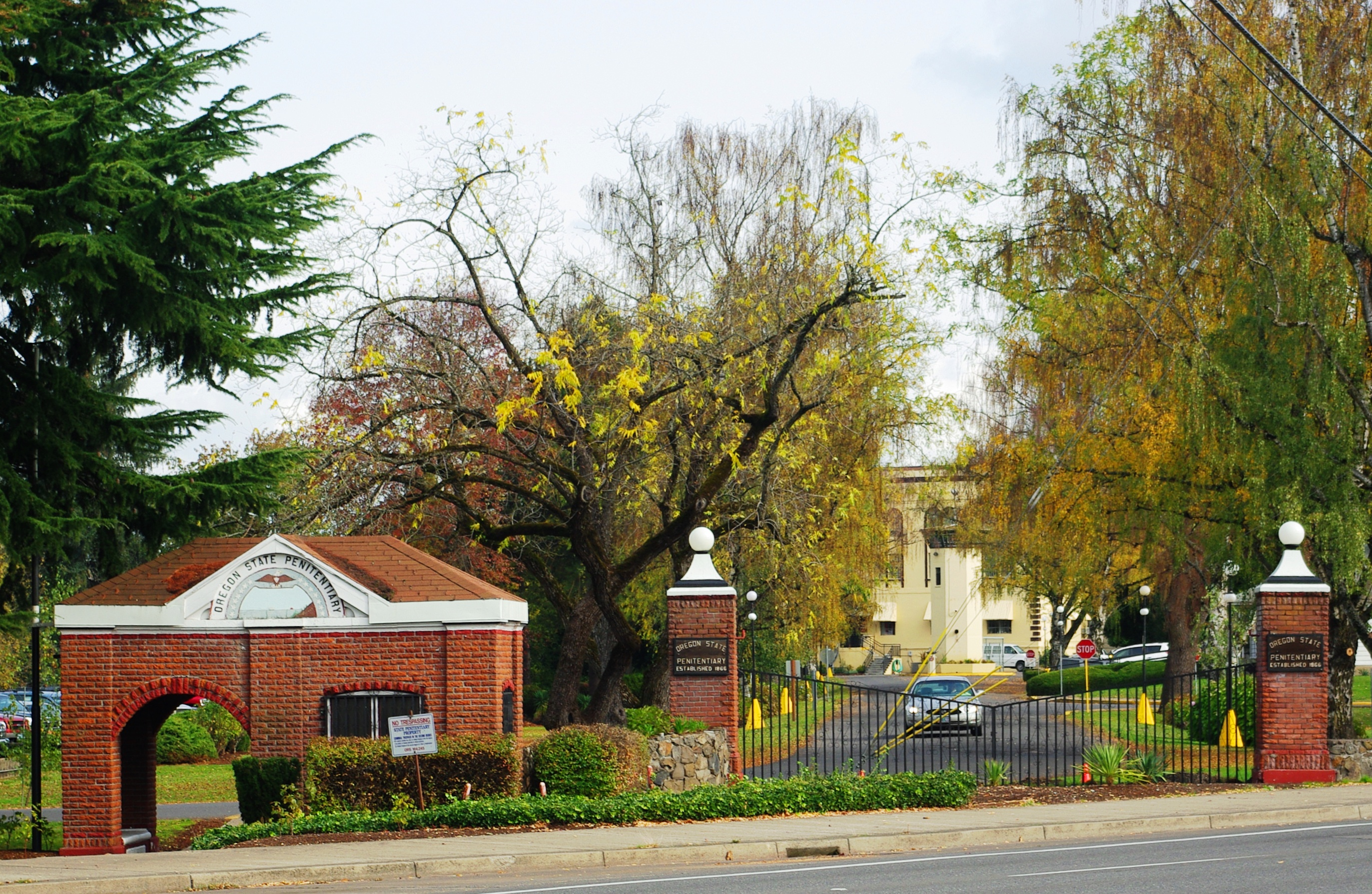
Тюрьма штата Орегон

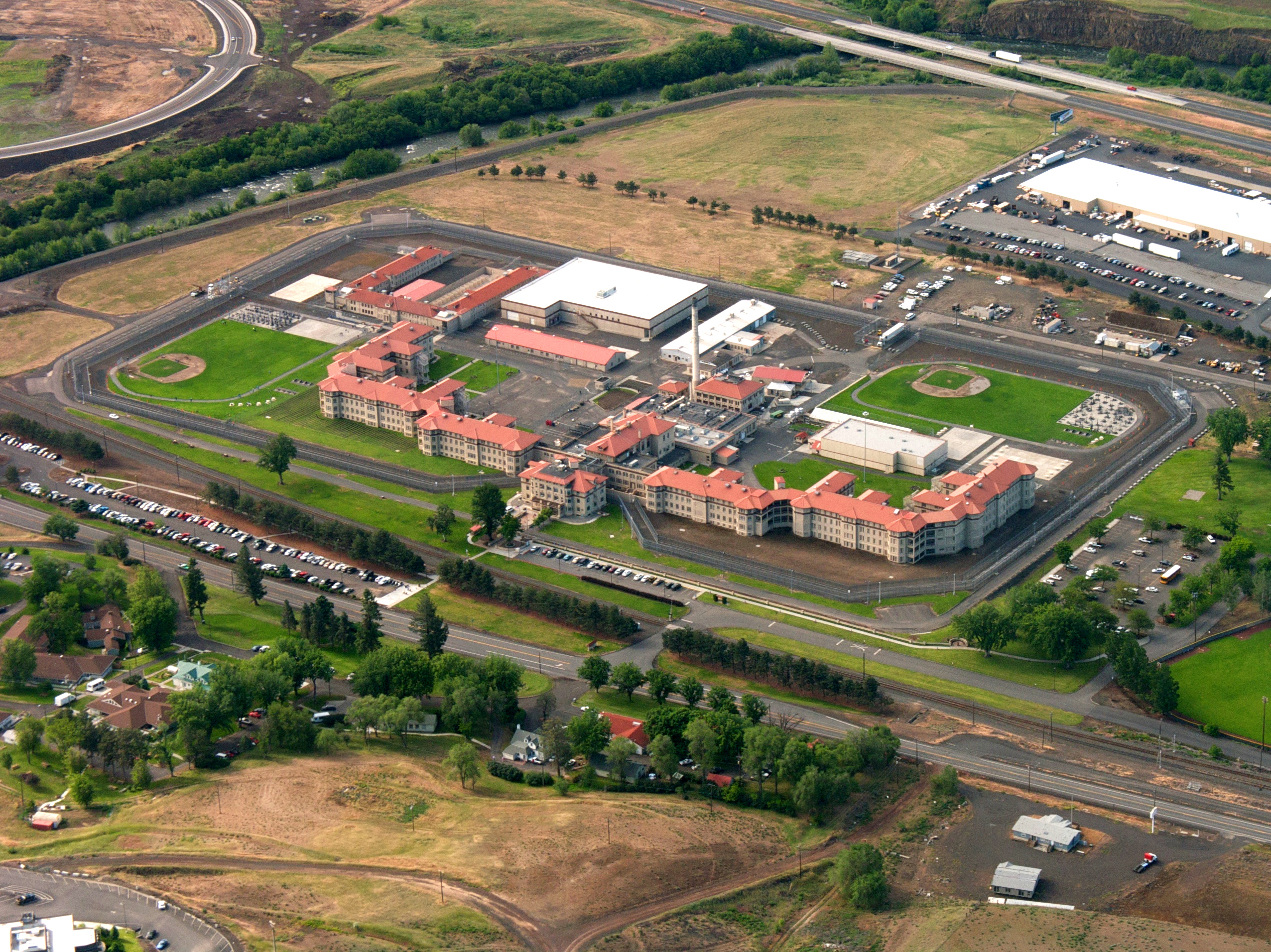
Исправительная колония Восточного Орегона, Пендлтон

Это список тюрем в американском штате Орегон. Список включает все местные, государственные, федеральные и любые другие места содержания под стражей.

## Федеральные тюрьмы
- Федеральная тюрьма в Шеридане[англ.]

## Тюрьмы штата
- Исправительная колония Кофи-Крик[англ.], Уилсонвилль (на 1685 заключённых)
- Исправительная колония Коламбия-Ривер, Портленд (на 595 заключённых)
- Исправительная колония Дир-Ридж[англ.], Мадрас (на 1867 заключённых)
- Исправительная колония Восточного Орегона[англ.], Пендлтон (на 1659 заключённых)
- Исправительная колония Мил-Крик[англ.], Сейлем (на 290 заключённых)
- Исправительная колония штата Орегон[англ.], Сейлем (на 880 заключённых)
- Тюрьма штата Орегон[англ.], Сейлем (на 2194 заключённых)
- Исправительная колония Паудер-Ривер, Бейкер-Сити (на 366 заключённых)
- Исправительная колония Сэнтайем, Сейлем (на 440 заключённых)
- Исправительная колония Шаттер-Крик, Норт-Бенд[англ.] (на 260 заключённых)
- Тюрьма Саут-Форк, Тилламук (на 200 заключённых)
- Исправительная колония Снейк-Ривер[англ.], Онтарио (на 3050 заключённых)
- Исправительная колония Ту-Риверз[англ.], Юматилла[англ.] (на 1878 заключённых)
- Исправительная колония Уорнер-Крик, Лейквью (на 496 заключённых)

## Колонии для несовершеннолетних
Юноши
- Исправительная колония Восточного Орегона, Бёрнс (50 коек)
- Исправительная колония Хиллкрест[англ.], Сейлем (180 коек)
- Исправительная колония Макларен[англ.], Вудберн (186 коек)
- Исправительная колония Норт-Кост, Уоррентон[англ.] (50 коек)
- Исправительная колония Рог-Вэлли, Грантс-Пасс (100 коек)
- Исправительная колония Тилламук, округ Тилламук (50 коек)
- Исправительная колония Оук-Крик, Олбани (75 коек)